# Callionymus pusillus
Callionymus pusillus är en fiskart som beskrevs av Delaroche, 1809. Callionymus pusillus ingår i släktet Callionymus och familjen sjökocksfiskar. Inga underarter finns listade.